# Cratera cryptolineata
Cratera cryptolineata ist eine brasilianische Art der Landplanarien in der Gattung Cratera.

## Merkmale
Cratera cryptolineata ist eine mittelgroße Landplanarie mit einem lanzenförmigen Körper. Sie erreicht eine Länge von ungefähr 50 Millimetern. Die Färbung des Rückens ist einfarbig dunkelbraun, einzig unterbrochen durch eine sehr dünne Mittellinie entlang der Körperlänge, die nur durch ein Stereomikroskop gesehen werden kann.  Die Bauchseite ist hellbraun gefärbt.
Auf den ersten Millimetern sind viele Augen an den Körperrändern verteilt. Weiter hinten sind die Augen auf der Rückenseite auf ungefähr einem Drittel der Körperbreite zu finden.

## Etymologie
Das Artepitheton cryptolineata ist eine Kombination aus dem altgriechischen κρυπτός (kryptos, dt. verborgen) und dem lateinischen lineata (dt. gestreift) und bezieht sich auf den nur unter dem Stereomikroskop erkennbaren Mittelstreifen.

## Verbreitung
Cratera cryptolineata wurde nur im Três Barras National Forest im brasilianischen Bundesstaat Santa Catarina nachgewiesen, einem Schutzgebiet auf dem Brasilianische Araukarien und Kiefern wachsen.